# Mexicana de Aviación

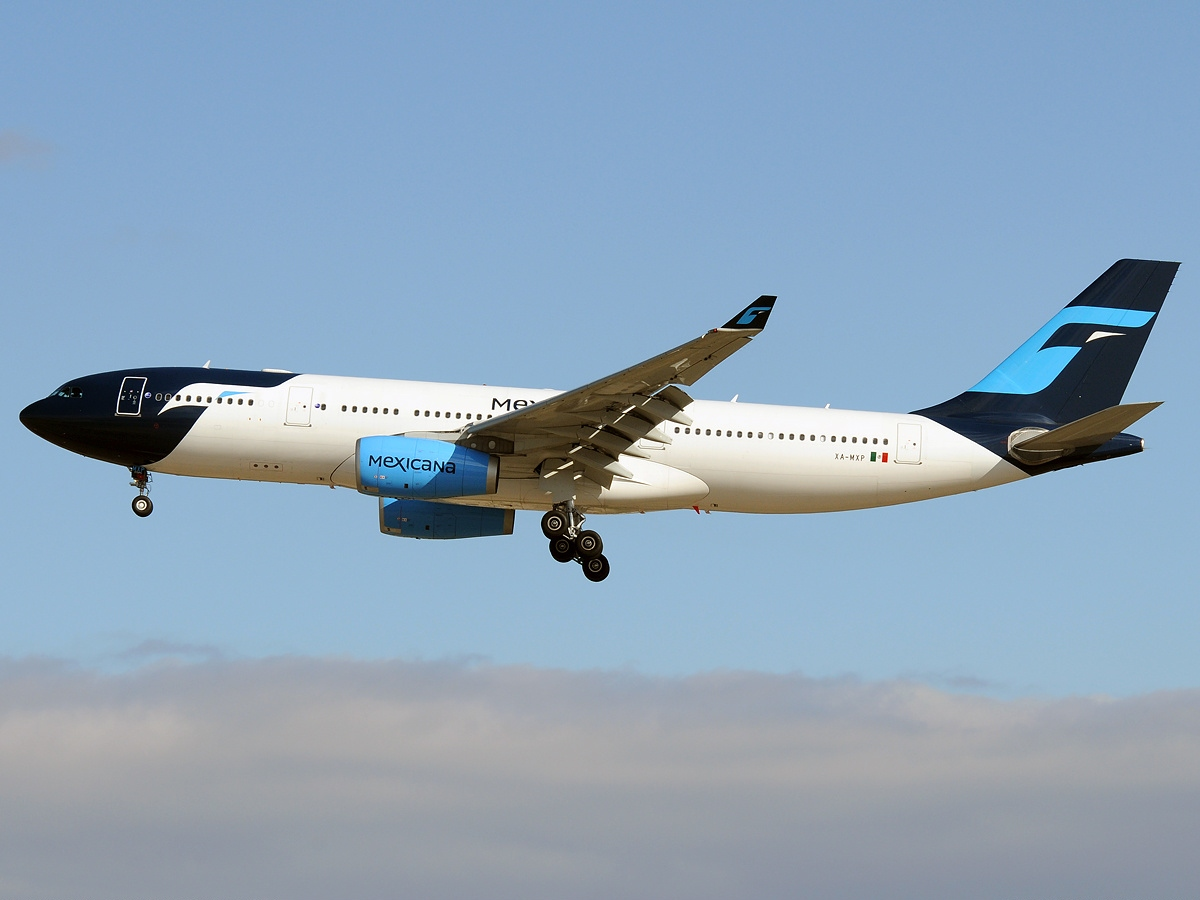

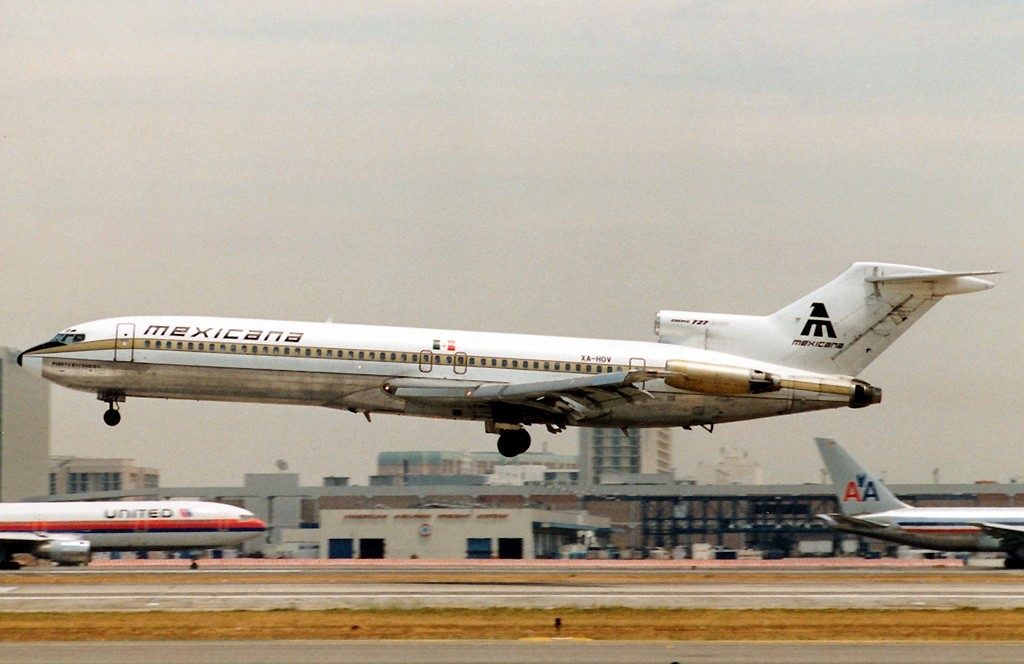

Mexicana de Aviación (офіційна назва — Compañía Mexicana de Aviación, S. A. de C. V.) — колишня мексиканська авіакомпанія. На момент припинення існування — найбільший авіаперевізник країни за кількістю перевезених пасажирів. Виконувала польоти в Північну і Центральну Америку, острови Карибського моря і в Європу. Найстаріша авіакомпанія Північної Америки.
У січні 2023 року федеральний уряд Мексики придбав бренд і більшість його акцій із планами відновити державну авіакомпанію. Авіакомпанією керуватиме SEDENA – міністерство оборони Мексики.

## Історія

### 1921—1960
Компанія була утворена 12 липня 1921 року двома громадянами США, коли компанія «Compañía Mexicana de Transportación Aérea, S. A» була допущена до виконання польотів за маршрутом Мехіко -Тампіко урядом Мексики. Метою цього була доставка коштів до нафтових родовищ поблизу Тампіко. Першими літаками авіакомпанії були два двомісних біплана Лінкольн Стандарт. Пізніше авіакомпанія стала перевозити поштові відправлення і здійснювати аерофотозйомку. У 1924 році «Compañía Mexicana de Transportación Aérea, S. A» була викуплена «Compañía Mexicana de Aviación», яка і існує донині. У лютому 1929 Джуан Тріп, засновник компанії Pan Am, став основним акціонером компанії, після чого Mexicana стала виконувати свій перший міжнародний рейс за маршрутом Мехіко-Туспан-Тампіко-Браунсвілл (США).
У 1930-х роках Mexicana збільшила число своїх маршрутів і вдосконалила обслуговування. Було відкрито маршрут Браунсвілл-Гватемала із зупинкою в Велакрусе, Ікстепеке і Тапачуле. Також були запущені польоти в Коста-Рику, Сальвадор і Кубу, а співпраця з Pan Am дозволило виконувати польоти в Нікарагуа і Панама. У 1936 році Mexicana стала першою іноземною авіакомпанія виконує польоти в Лос-Анджелес. Флот авіакомпанії так само розширився за рахунок покупки восьми нових Fairchild FC2s і трьох Fokker F10s.
Сорокові роки, насамперед характеризуються бурхливим зростанням внутрішніх мексиканських маршрутів компанії, хоча був відкритий і міжнародний маршрут Мехіко-Гавана. А купівля літаків DC-4 дозволила зробити маршрут Мехіко-Лос-Анджелес безпосадочним. У наступному десятилітті Mexicana розвивалася досить повільно, але були придбані кілька літаків DC-6s і була відкрита власна школа стюардес.

### 1960—1990
У 1960-х Mexicana купила 3 реактивних De Havilland Comet, перший політ на яких відбувся 4 липня 1960 року за маршрутом Мехіко-Лос-Анджелес. Але власником компанії все ще залишалася Pan Am, і нові реактивні літаки були покликані замінити Boeing 707, але вони не виправдали очікувань керівництва Pan Am. Незважаючи на використання сучасних літаків, конкуренція була дуже жорсткою і до кінця 1960-х над компанією нависла загроза банкрутства. Незважаючи на труднощі компанія все ж отримала свої перші Boeing 727, але пізніше в 1969 році два літаки цього типу були втрачені в катастрофах (поблизу Монтеррея та Мехіко).
У 1971 році Mexicana почала виконувати рейси в Сан Джуан та Денвер. У цей час компанія володіла найбільшим флотом реактивних літаків (19 літаків) в Латинській Америці і експлуатувала найбільше число літаків Boeing 727 за межами Сполучених Штатів.
У 1982 році уряд Мексики викупило 58 % акцій компанії, а в серпні 1989 року повністю націоналізував авіаперевізника. У 1984 році було закінчено будівництво нової штаб-квартири компанії, своїм виглядом нагадує авіадиспетчерської вишки. У березні 1986 року з одним з Боїнгів 727, які належали компанії, сталася катастрофа. Літак прямував в Пуерто-Вальярту раптово загорівся і впав в горах західного Мехіко, при цьому всі пасажири і члени екіпажу загинули.

### 1990-справжні дні
На початку 1990-х ринок авіаперевезень Мексики перестав регулюватися державою, тому у авіакомпанії з'явилися нові конкуренти. Щоб йти в ногу з часом компанія придбала кілька Airbus A320 в 1991 році і Fokker F100s 1992. В середині 90х у зв'язку з девальвацією мексиканського песо, авіакомпанія потрапила в складне фінансове становище, після чого відбулася зміна керівництва. Також Mexicana була змушена відмовитися від кількох нерентабельних маршрутів та використання літаків DC-10s. Але разом були відкриті і нові напрямки. Почали виконуватися польоти до Ліми, Перу, Буенос-Айрес і Монреаль. Щоб успішно виконувати польоти за цим новим маршрутом, компанія взяла в лізинг Boeing 757, який був набагато сучаснішим DC-10. В цей же час Mexicana розпочала співпрацю United Airlines, що пізніше 2001 дозволило їй вступити в Star Alliance. Але вже в 2004 компанія залишає альянс через банкрутство United Airlines.
У 2005 році авіакомпанія була виставлена на продаж урядом Мексики і 25 листопада була продана мексиканській мережі готелів Grupo Pasadas за 165,5 мільйонів доларів. У 2008 році Mexicana отримала офіційне запрошення для вступу в Oneworld, причому виступала спонсором іспанська компанія Iberia. 10 листопада 2009 року компанія офіційно приєдналася до альянсу Oneworld.

## Флот
На листопад 2009 року флот авіакомпанії " Mexicana складається з 66 літаків такого типу:

## Пункти призначення

### Європа
- Англія
  - Лондон
- Іспанія
  - Мадрид

### Північна Америка
- Канада
  - Калгарі
  - Едмонтон
  - Монреаль
  - Торонто
  - Ванкувер
- Мексика
  - Мехікалі
  - Тіхуана
  - Сан-Хосе-дель-Кабо
  - Tuxtla Gutierrez
  - Мехіко
  - Леон
  - Акапулько
  - Гвадалахара
  - Пуерто-Вальярта
  - Морелія
  - Монтеррей
  - Оахака-де-Хуарес
  - Канкун
  - Zacatecas
- США
  - Чикаго
  - Далас
  - Денвер
  - Фресно
  - Лас-Вегас
  - Лос-Анджелес
  - Маямі
  - Нью-Йорк
  - Окленд
  - Орландо
  - Сакраменто
  - Сан-Антоніо
  - Сан-Франциско
  - Сан-Хосе
  - Вашингтон

### Карибські Острови
- Куба
  - Гавана

### Центральна Америка
- Коста-Рика
  - Сан-Хосе
- Сальвадор
  - Сан-Сальвадор
- Гватемала
  - Гватемала
- Панама
  - Панама

### Південна Америка
- Аргентина
  - Буенос-Айрес
- Бразилія
  - Сан-Паулу
- Колумбія
  - Богота
- Венесуела
  - Каракас